# Rozwinięcie biegu
Rozwinięcie biegu - jest to stosunek długości biegu rzeki do  odległości mierzonej w linii prostej od jej źródeł do ujścia.